# King Power
 (octobre 2018).

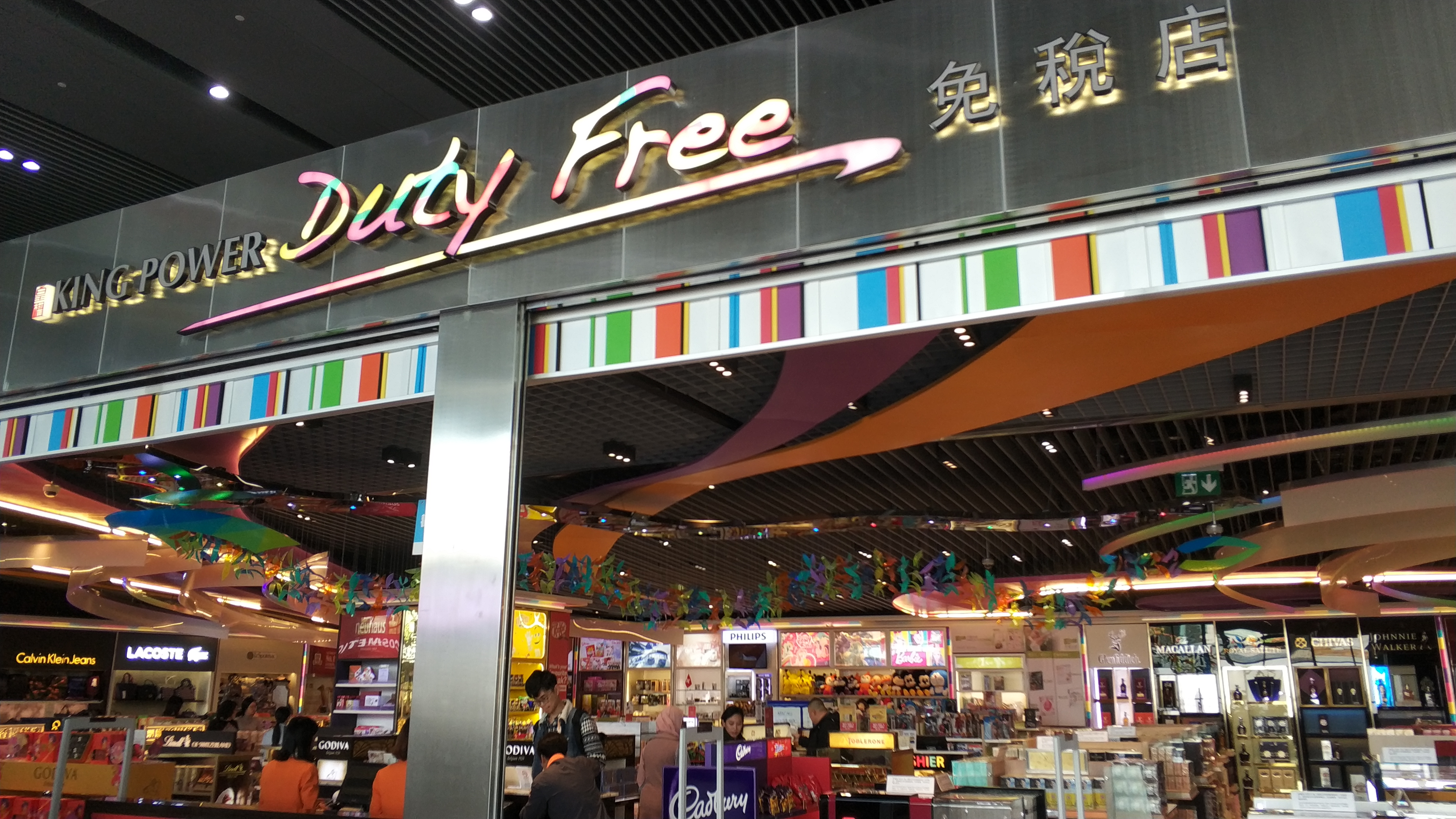
Boutique hors taxes King Power à l'aéroport de Macao.

Le King Power International Group, mieux connu comme King Power, est un important groupe de vente au détail en Thaïlande, et plus spécifiquement de l'industrie des boutiques hors taxes,.

## Historique
Basé à Bangkok et fondé en 1989, le président était Vichai Srivaddhanaprabha de 2017 au 27 octobre 2018, date de sa mort.
L'entreprise a donné son nom au King Power Stadium de Leicester.